# Llet materna

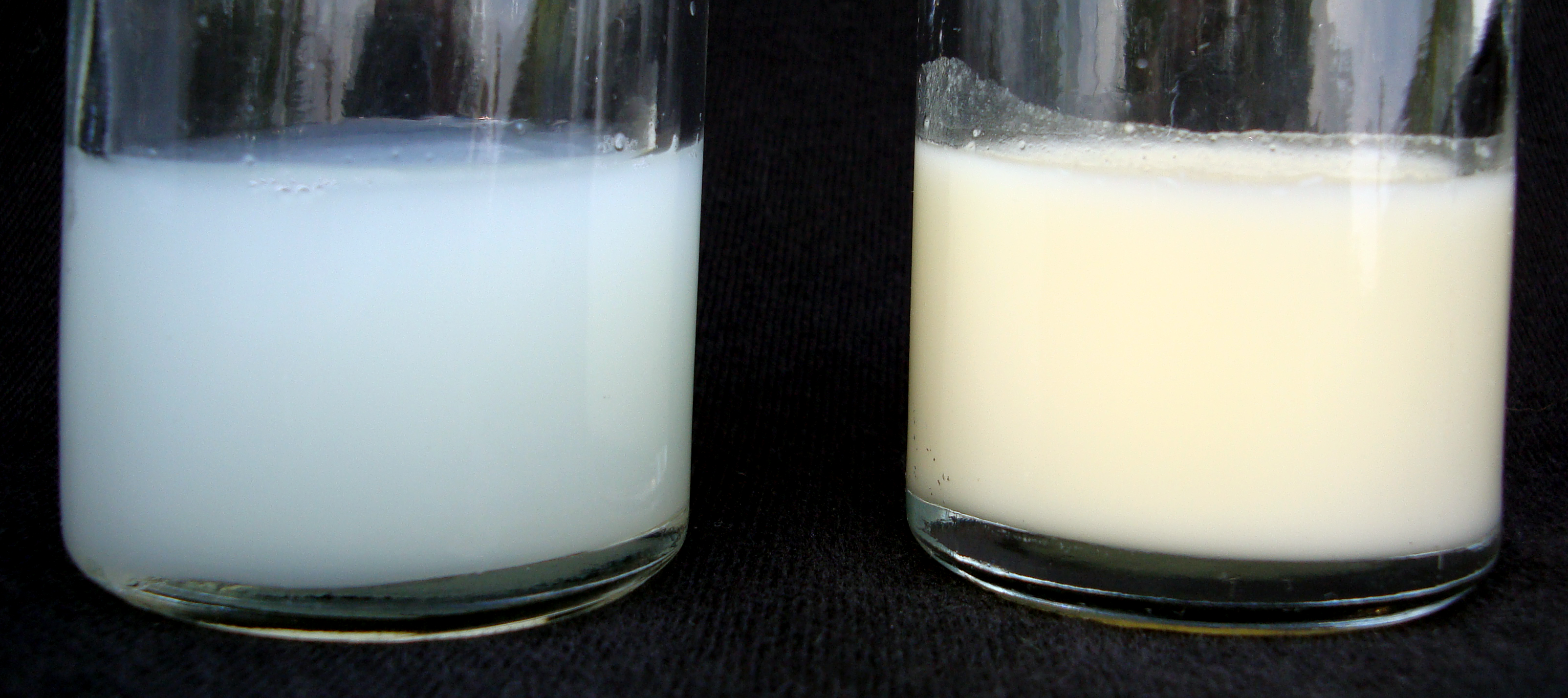
Dues mostres de llet, una d'un pit ple i l'altra d'un al qual ja quasi ja no li queda llet

La llet materna és l'aliment produït per les mares mamíferes per a alimentar els seus fills quan aquests són petits. Segons l'Organització Mundial de la Salut el 2009 la mortalitat anual dels nadons de menys d'un any es podria reduir en més d'un milió si s'alimentessin únicament de la llet materna.
La llet materna pot ser subministrada per una altra dona diferent de la maré del nadó, tradicionalment això es feia amb l'anomenada dida i ara més freqüentment per donacions de llet materna a un banc de llet.
L'Organització Mundial de la Salut recomi introduir després gradualment els aliments sòlids.
A més de beneficis pel nadó, l'alletament matern també en comporta per les mares, ajuda al retorn de la posició de l'úter al lloc on estava abans de l'embaràs i redueix el sagnat post-part, a més d'ajudar a tornar al pes que tenia la mare abans de l'embaràs. També redueix el risc de càncer de pit.

## Producció
| Greix                                |        |
| total (g/100 ml)                     | 4,2    |
| llargada dels àcids grassos - 8C (%) | traces |
| àcids grassos poliinsaturats (%)     | 14     |
| Proteïna (g/100 ml)                  |        |
| total                                | 1,1    |
| caseïna 0.4                          | 0,3    |
| a-lactalbumina                       | 0,3    |
| lactoferrina (apo-lactoferrina)      | 0,2    |
| IgA                                  | 0,1    |
| IgG                                  | 0,001  |
| lisozima                             | 0,05   |
| albúmina, sèrum                      | 0,05   |
| ß-lactoglobulina                     | -      |
| Carbohidrats (g/100 ml)              |        |
| lactosa                              | 7      |
| oligosacàrids                        | 0,5    |
| Minerals (g/100 ml)                  |        |
| calci                                | 0,03   |
| fòsfor                               | 0,014  |
| sodi                                 | 0,015  |
| potassi                              | 0,055  |
| clor                                 | 0,043  |

Sota la influència de les hormones prolactina i oxitocina, les dones produeixen llet després de l'infantament dels nadons per a poder alimentar-los. La llet inicial sovint rep el nom de calostre, el qual és ric en la immunoglobulina IgA, que fa una capa en el tracte gastrointestinal, que ajuda a protegir el nadó fins que el seu sistema immunitari funcioni adequadament i crea un lleuger efecte laxant que fa expel·lir el meconi i ajuda a construir la bilirubina.
La incapacitat de produir llet de qualitat suficient és rara, fins i tot les dones de llocs on es passa fam produeixen llet de qualitat similar que les dels països desenvolupats. Hi ha diverses raons per les quals una mare no produeix prou llet en els seus pits. Algunes de les més freqüents és que els nadons no connectin eficientment amb els mugrons, certs medicaments com els que continguin estrògens, les malalties i la deshidratació. Hi ha una rara síndrome de Sheehan que està associada amb la deficiència de prolactina i que per a guarir-la requereix subministrar hormones.
Com més llet es doni al nadó o s'extregui per a donar-la a altres nadons, més quantitat de llet es produeix. Algunes mares tracten d'incrementar la llet que produeixen prenent la planta usada tradicionalment dita fenigrec També hi ha medicaments per a això com els anomenats Domperidone i Reglan.

## Beneficis
Pels nadons hi ha beneficis d'alimentar-se de llet materna incloent un poc de reducció del risc de la síndrome de la mort sobtada infantil i increment de la intel·ligència, menor probabilitat d'infeccions d'orella mitjana, de refredat i de grip amb una lleugera disminució de la leucèmia infantil, diabetis, asma i èczema, problemes dentals o disminució del risc d'obesitat en l'adult.

## Emmagatzematge
Les mares que han de treballar fora de casa i volen continuar alletant solen fer-ho succionant-se la llet elles mateixes amb ajuda d'una bomba i guardant la llet en biberons a la nevera o al congelador, perquè ella mateixa o una altra persona pugui donar-li al nadó.
| Lloc d'emmagatzematge                                   | Temperatura | Temperatura | Màxim temps d'emmagatzematge |
| ------------------------------------------------------- | ----------- | ----------- | ---------------------------- |
| En una habitació                                        | 25 °C       | 77°F        | De sis a 8 hores             |
| Sac tèrmic aïllat amb glaçons                           |             |             | Fins a 24 hores              |
| En una nevera                                           | 4 °C        | 39°F        | Fins a 5 dies                |
| El congelador dins una nevera                           | -15 °C      | 5°F         | Dues setmanes                |
| Un congelador de la nevera amb portes separades (Combi) | -18 °C      | 0°F         | De tres a sis mesos          |
| Congelador separat potent                               | -20 °C      | -4°F        | De sis a 12 mesos            |

## Comparació amb altres llets
Com a regla, la llet dels mamífers que alleten freqüentment, com passa amb la llet humana, és menys rica o més aquosa. La llet humana és notablement més fina i dolça que la llet de vaca.
La llet de vaca no conté prou vitamina E o àcids grassos essencials. La llet de vaca també conté un excés de proteïnes, sodi i potassi que afecta negativament els ronyons dels nadons humans a més que les proteïnes i greixos de la llet de vaca li resulten més difícils de digerir i absorbir. La llet evaporada pot ser més fàcil de digerir però continua sent inadequada nutricionalment. Una minoria d'infants són significativament al·lèrgics a la llet de vaca, sovint a les seves proteïnes. Aquests problemes també poden afectar les fórmules infantils derivades de la llet de vaca.

## Alternatives a l'ús de llet materna
La llet materna s'ha usat medicinalment durant milers d'anys. S'ha considerat que té propietats antibacterianes i propietats de guarir. La llet materna conté anticossos potents i antitoxines però no té propietats antisèptiques i d'esterilitat i pot estar afectats per malalties com la SIDA i diverses de bacterianes com les del grup B dels Streptococcus.
El restaurador Daniel Angerer d'Àustria, obrí un restaurant a Nova York i va usar, o això va dir, llet materna com a substitut de la llet de vaca en les seves receptes. La llet humana no es produeix o distribueix industrialment.

### Contaminants ambientals
Els contaminants ambientals que es troben a la llet humana normalment no són perillosos. Els que preocupen més són els plaguicides, mercuri orgànic i el plom. El DDT i dieldrin no es poden evitar i es detecten també en les fórmules infantils de llet preparada maternitzada. Els palguicides i altres tòxic és bioacumulen. Això és particularment important en l'ètnia Inuit de l'Àrtic, que mengen molta carn.